# Deutsche Goalballnationalmannschaft der Frauen
Die deutsche Goalballnationalmannschaft der Frauen repräsentiert Deutschland bei internationalen Turnieren im Goalball.

## Teilnahme an Wettbewerben

### Paralympische Spiele
- 1996 (Atlanta): 1. Platz
- 2004 (Athen): 6. Platz
- 2008 (Peking): 8. Platz

### Weltmeisterschaften
- 1994: 2. Platz

### Europameisterschaften
- 1985: 1. Platz
- 1989: 3. Platz
- 1993: 3. Platz
- 2005: 1. Platz
- 2019: 3. Platz
- 2021 (Samsun): 7. Platz[1]

## Spielerinnen
Zu den Spielerinnen der Nationalmannschaft gehören bzw. gehörten Martina Bethke, Christel Bettinger, Gudula Demmelhuber, Cornelia Dietz, Edda Ewert, Christine Krause, Regina Vollbrecht, Christa Pekx, Christiane Moeller, Ina Fischer, Veronika Matthieu, Annkathrin Denker, Pia Knaute, Lisa Triebel, Rauan Mardnli, Charlotte Kaercher, Jennifer Koch und Sophie Kaudewitz.

## Trainerin
Trainerin ist Jessica Bahr.